# 강훈 (축구 선수)
강훈(1991년 5월 15일 ~ )은 대한민국의 축구 선수이며 포지션은 골키퍼이다.